# Самородне залізо

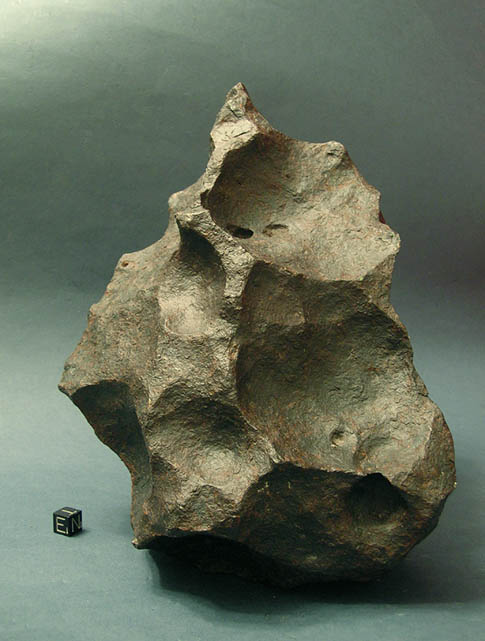
Залізний метеорит

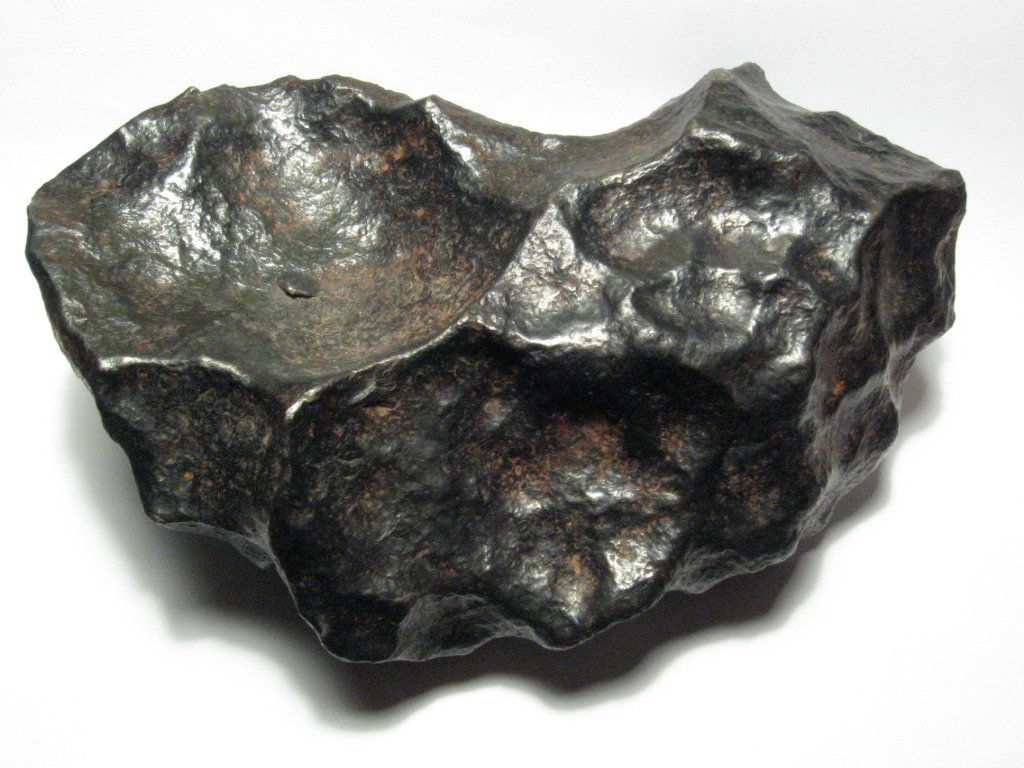
Залізний метеорит Gibeon

Залізо самородне (англ. native iron; нім. gediegenes Eisen n) — мінерал класу самородних елементів, Fe.

## Загальний опис
Розрізняють два види самородного заліза:
- земне (телуричне);
- космогенне (метеоритне).

У телуричному залізі вміст Ni не вище за 2,9 %, тоді як в метеоритному (камаситі) — 6,4 %.
У космогенному залізі підвищений вміст газів (Н2, СО, СО2).
Обидва різновиди самородного заліза представлені модифікацією альфа-Fe, стійкою при нормальній т-рі.
Домішки Co, Mn, Cu, C, P, S, As, Si пов'язані з механічними включеннями.
Колір З.с. сталево-сірий, блиск металічний, спайність по кубу.
Твердість 4-5, густина 7,0-7,8.
Ковке, феромагнітне.
Самородне залізо — рідкісний мінерал.
Самородне залізо земного походження (ферит) зустрічається дуже рідко у вигляді пилоподібних вкраплень у вулканічних породах (базальтах). Єдиним винятком є родовище у Гренландії, де сталося унікальне геологічне явище: подібно до процесу штучного витопу, залізна руда при високій температурі пройшла крізь поклади вугілля й утворила готове залізо у вигляді металевого масиву.